# Mitropapokal 1927
Der Mitropapokal 1927 war die 1. Auflage des internationalen Cupwettbewerbs, des wichtigsten kontinentalen Fußballwettbewerbs in der Zeit vor dem Zweiten Weltkrieg. Es nahmen die besten Mannschaften Österreichs, Ungarn, Jugoslawiens und der Tschechoslowakei teil. Es handelte sich zumeist um die Meister und Cupsieger der jeweiligen Länder. Die Teilnehmer spielten im reinen Pokalmodus mit Hin- und Rückspielen. Bei Gleichstand nach zwei Spielen wäre ein Entscheidungsspiel vorgesehen gewesen. Alle acht Vereine starteten in der Vorrunde beziehungsweise im Viertelfinale.
Das Finale fand innerhalb von zwei Wochen am 30. Oktober und 13. November 1927 in Prag und Wien statt. Im ersten Endspiel in der Geschichte des Mitropacups standen sich der österreichische Cupsieger SK Rapid Wien und der tschechoslowakische Meister Sparta Prag gegenüber – dieses Finale sollte 1930 eine Neuauflage erfahren. Zu Hause konnte Sparta im Finalhinspiel mit 6:2 gewinnen und stand nach einer Niederlage mit 1:2 vor 40.000 Zusehern gegen Rapid Wien als erster Mitropacupsieger fest. Torschützenkönig wurde Josef Silný von der Siegermannschaft Sparta Prag mit fünf Treffern.

## Viertelfinale
Die Hinspiele fanden am 14., je zwei Rückspiele am 21. und 28. August 1927 statt.
|               | Gesamt |                          | Hinspiel | Rückspiel |
| ------------- | ------ | ------------------------ | -------- | --------- |
| SK Rapid Wien | 9:1    | Hajduk Split             | 8:1      | 1:0       |
| Sparta Prag   | 8:6    | SK Admira Wien           | 5:1      | 3:5       |
| Beogradski SK | 2:8    | Hungária FC MTK Budapest | 2:4      | 0:4       |
| Slavia Prag   | 6:2    | Újpest FC                | *4:0*    | 2:2       |

* Das Hinspiel fand am 21. August 1927 statt.

## Halbfinale
Die Hinspiele fanden am 4. und 28. September, die Rückspiele am 2. Oktober 1927 statt.
|                          | Gesamt    |               | Hinspiel | Rückspiel |
| ------------------------ | --------- | ------------- | -------- | --------- |
| Hungária FC MTK Budapest | (1)2:2(1) | Sparta Prag   | 2:2      | 0:0       |
| Slavia Prag              | 3:4       | SK Rapid Wien | 2:2      | 1:2       |

## Finale

### Hinspiel
| Sparta Prag                                  | Sparta Prag | SK Rapid Wien | SK Rapid Wien |
| -------------------------------------------- | --- | --- | ------------- |
| Sparta Prag                                  | \| 30. Oktober 1927 in Prag (Letná-Stadion) \| \| Ergebnis: 6:2 (3:2) \| \| Zuschauer: 25.000 \| \| Schiedsrichter: Raphaël van Praag ( Belgien) \|                                                            | \| 30. Oktober 1927 in Prag (Letná-Stadion) \| \| Ergebnis: 6:2 (3:2) \| \| Zuschauer: 25.000 \| \| Schiedsrichter: Raphaël van Praag ( Belgien) \|                                                   | SK Rapid Wien |
| Sparta Prag                                  | František Hochman – Jaroslav Burgr, Antonín Perner – František Kolenatý, Karel Pešek , Ferdinand Hajný – Adolf Patek, Josef Šíma, Josef Miclík, Josef Silný, Josef Horejs Cheftrainer: John Dick ( Schottland) | Walter Feigl – Franz Jellinek, Leopold Czejka – Josef Madlmayer, Josef Smistik, Leopold Nitsch – Karl Wondrak, Franz Weselik, Richard Kuthan, Johann Horvath, Ferdinand Wesely Cheftrainer: Edi Bauer | SK Rapid Wien |
| Sparta Prag                                  | 1:0 Karel Pešek-Káďa (1.) 2:0 Josef Šíma (14.) 3:1 Josef Silný (33.) 4:2 Adolf Patek (62.) 5:2 Josef Silný (76.) 6:2 Adolf Patek (78.)                                                                         | 2:1 Franz Weselik (15.) 3:2 Ferdinand Wesely (34., Elfmeter) | SK Rapid Wien |
| 30. Oktober 1927 in Prag (Letná-Stadion)     | | |               |
| Ergebnis: 6:2 (3:2)                          | | |               |
| Zuschauer: 25.000                            | | |               |
| Schiedsrichter: Raphaël van Praag ( Belgien) | | |               |

### Rückspiel
| SK Rapid Wien                                 | SK Rapid Wien | Sparta Prag | Sparta Prag |
| --------------------------------------------- | --- | --- | ----------- |
| SK Rapid Wien                                 | \| 13. November 1927 in Wien (Hohe Warte) \| \| Ergebnis: 2:1 (1:0) \| \| Zuschauer: 40.000 \| \| Schiedsrichter: Willem Eijmers ( Niederlande) \|                                                 | \| 13. November 1927 in Wien (Hohe Warte) \| \| Ergebnis: 2:1 (1:0) \| \| Zuschauer: 40.000 \| \| Schiedsrichter: Willem Eijmers ( Niederlande) \|                                                             | Sparta Prag |
| SK Rapid Wien                                 | Walter Feigl – Roman Schramseis, Leopold Nitsch – Johann Richter, Josef Smistik, Josef Madlmayer – Karl Bauer, Johann Horvath, Franz Weselik, Johann Luef, Ferdinand Wesely Cheftrainer: Edi Bauer | František Hochman – Jaroslav Burgr, Antonín Perner – František Kolenatý, Karel Pešek , Ferdinand Hajný – Adolf Patek, Josef Šíma, Josef Miclík, Josef Silný, Josef Horejs Cheftrainer: John Dick ( Schottland) | Sparta Prag |
| SK Rapid Wien                                 | 1:0 Franz Weselik (5.) 2:0 Johann Luef (55.) | 2:1 Josef Silný (82.) | Sparta Prag |
| SK Rapid Wien                                 | Platzverweis: Antonín Perner (62.) | | Sparta Prag |
| 13. November 1927 in Wien (Hohe Warte)        | | |             |
| Ergebnis: 2:1 (1:0)                           | | |             |
| Zuschauer: 40.000                             | | |             |
| Schiedsrichter: Willem Eijmers ( Niederlande) | | |             |

## Beste Torschützen
| Rang | Spieler          | Klub          | Tore |
| ---- | ---------------- | ------------- | ---- |
| 1    | Josef Silný      | Sparta Prag   | 5    |
| 2    | Johann Hoffmann  | SK Rapid Wien | 4    |
|      | Antonín Puč      | Slavia Prag   | 4    |
|      | Evžen Veselý     | Sparta Prag   | 4    |
|      | Ferdinand Wesely | SK Rapid Wien | 4    |
| 6    | Johann Luef      | SK Rapid Wien | 3    |
|      | Adolf Patek      | Sparta Prag   | 3    |